# Mons Bassouamina
Mons Bassouamina, né le 28 mai 1998, est un footballeur franco-congolais qui évolue comme attaquant au Paphos FC. Mons Bassouaina est le fils de l'ancien international congolais André Michel.
Né en France, il joue pour l'équipe nationale du Congo.

## Carrière en club

### Formation
Mons Bassouamina débute le football en région parisienne.
A l'âge de 15 ans, il rejoint le centre de formation de l'AS Nancy-Lorraine. En 2015 et 2016, il est régulièrement appelé en équipe de France des moins de 18 ans de football, et côtoie déjà Jean Ruiz.
Il signe son premier contrat professionnel en 2018. Avec l'AS Nancy-Lorraine, Bassouamina débute en équipe première sous les ordres de Didier Tholot à l'occasion d'un match de Coupe de la Ligue face au Red Star Football Club. Il inscrit son premier but en professionnel ce jour-là.
Après le renvoi de Didier Tholot, Bassouamina est envoyé en prêt à Boulogne, où il se blesse gravement, avec une désinsertion complète du muscle ischio-jambier.

### FC Bastia Borgo
Après deux années sans jouer, en raison de sa blessure et de la Pandémie de Covid-19, Mons Bassouamina se relance ensuite au FC Bastia-Borgo. En Corse, il effectue une saison complète en National avec 9 buts et 6 passes décisives en 32 matchs.
Il devient également international congolais.

### Pau FC
Bassouamina s'engage le 3 juin 2022 en faveur du Pau FC, évoluant en Ligue 2, où il retrouve Didier Tholot comme entraîneur,. Le club effectue un début de saison 2022-2023 poussif, et l'attaque est en berne. Après 8 journées de championnats, les palois sont 20e avec 6 buts inscrits. À partir de la mi-septembre, Bassouamina s'impose comme un cadre de l'attaque des Maynats. Il conclut la saison avec 34 apparitions en Ligue 2, dont 23 titularisations pour 6 buts inscrits et 3 passes décisives délivrées.
Son début de saison 2023-2024 est freiné par une blessure à la cuisse, Bassouamina monte de nouveau en puissance à partir de septembre. Il inscrit son premier but de la saison contre le SC Bastia le 26 septembre 2023 (8e journée, victoire 1-4) puis est l'auteur d'un doublé contre Quevilly (10e journée, 2-2). Il s'agit de son premier doublé depuis février 2022. Grâce à sa connexion avec Henri Saivet et une confiance retrouvée, Bassouamina contribue à la bonne dynamique du Pau FC qui termine l'année civile 2023 à la 5e place en Ligue 2. Il réalise une nouvelle saison pleine dans le Béarn avec 34 apparitions en championnat, dont 19 titularisations, 11 buts inscrits et 2 passes décisives délivrées.

### Clermont Foot 63
Le 16 juillet 2024, arrivé en fin de contrat avec Pau, il s'engage pour 3 ans avec le Clermont Foot 63, relégué en Ligue 2 pour la saison 2024-2025. Il effectue le même trajet que son coéquipier Henri Saivet qui avait rejoint l'Auvergne le 13 juin 2024 et retrouve également l'ancien palois Massamba Ndiaye, arrivé en août 2023. Il n'ouvre son compteur buts que le 18 janvier 2025, lors de la 19e journée, face à Laval (1-1). Il trouve alors trois fois le chemin des filets en 4 rencontres entre la 19e et 22e journée de championnat. Néanmoins, ses réalisations ne permettent pas à son équipe de s'imposer, celle-ci ne ramenant qu'un nul pour trois défaites. Au soir de la 28e journée et un match nul face à Amiens (1-1), le Clermont Foot est 17e et relégable.

## Carrière internationale
Né en France, Bassouamina est d'origine congolaise. Il est international junior pour la France. Il a été appelé pour représenter l'équipe nationale du Congo pour une série de matches amicaux en mars 2022.
Il a fait ses débuts avec le Congo lors d'une défaite en match amical 3-1 face à la Zambie le 25 mars 2022.

## Vie privée
Bassouamina est fan de musiques congolaises, dont la rumba, le ndombolo, le coupé-décalé et le soukous.